# Urbanismo del Antiguo Egipto
El estudio del urbanismo en el Antiguo Egipto es un tema de continuo debate. Hasta aproximadamente la segunda mitad del siglo XX, las investigaciones arqueológicas de las antiguas ciudades egipcias han sido muy escasas, sobre todo si se comparan con otros lugares como templos o tumbas, comenzados a excavar desde época más temprana. Se sabe relativamente poco sobre el trazado urbano en las distintas épocas debido a que, por lo general, solo se conservan vestigios de los antiguos núcleos poblacionales. Otra causa es la extracción sistemática desde la antigüedad del abono natural formado por la descomposición del adobe de las antiguas estructuras. Además, muchas ciudades egipcias han sido habitadas de forma continuada desde su fundación, hecho que ha imposibilitado su excavación.
El territorio se podía ocupar de distintas formas. Los egipcios se referían a la mayoría de las poblaciones como nwt o dmi. Nwt aludía normalmente a ciudades orgánicas, es decir, núcleos urbanos no planificados que crecían de forma espontánea. El término dmi puede ser traducido como asentamiento, y generalmente se refería a localidades dispuestas según un esquema previo. Las ciudades de fundación estatal, es decir, creadas por mandato real, son un ejemplo de este tipo de poblaciones. Sus restos arqueológicos están mejor conservados y se han excavado más exhaustivamente. Algunos ejemplos de dmi son las villas de El Lahun, Deir el-Medina y Amarna, aunque existen indicios de planificación urbana también en otros lugares.

## Urbanismo

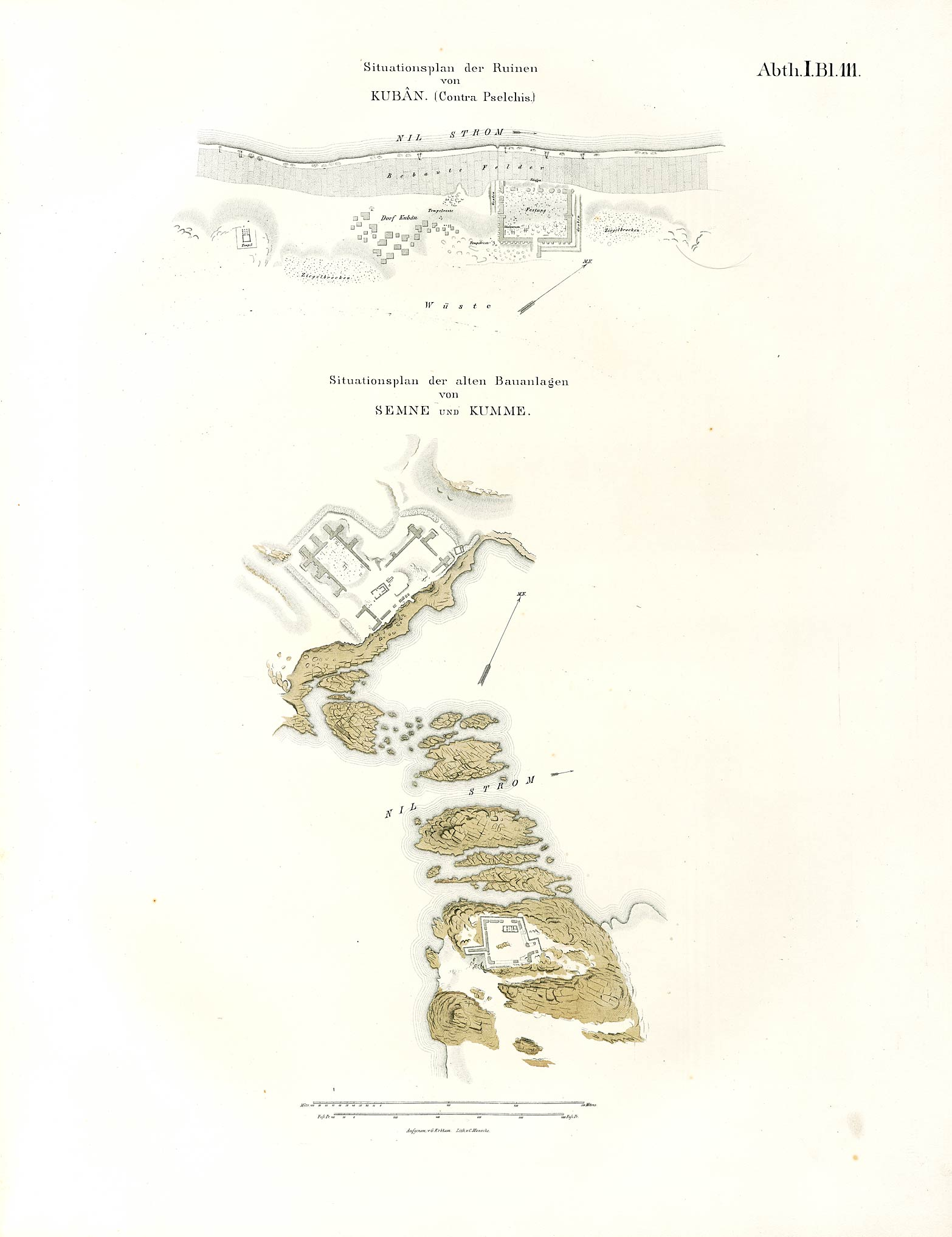
Planta de las fortalezas de Kuban, Semna y Kumma. Se observa la planta rectangular y la muralla perimetral que cierra el recinto. Lepsius-Projekt, 1849-1859

El desarrollo del urbanismo egipcia se hizo siguiendo dos conceptos distintos, que fueron los que configuraron las  plantas de las ciudades. El primero de ellos fue un crecimiento de las poblaciones más ordenado y planificado desde el principio, que estaría relacionado con las ciudades de fundación estatal. El segundo corresponde a una expansión de los núcleos urbanos más orgánica y espontánea. Esta clasificación estaría vinculada con los tipos de asentamiento dmi y nwt anteriormente mencionados.
Las fundaciones estatales tenían una planta ortogonal o hipodámica, proyectada previamente. Eran recintos de forma cuadrangular, en cuyo interior la villa se organizaba por barrios. Las viviendas de cada barrio eran idénticas y pertenecían a habitantes de una misma clase social. Existen numerosos ejemplos de poblaciones de este tipo, como Wah sut en Abidos, El Lahun, Dahshur, Tell El-Dab'a o Qasr el Sagha. También en la villa de los obreros de las pirámides y en la ciudad de la pirámide de la reina Jentkaus, ambas en Guiza, se aprecian trazas de esta planificación reticular.
A partir de esta rígida trama ortogonal inicial, la ciudad evolucionó adaptándose a las necesidades de cada momento, como se observa en el cambio de uso de las estancias del interior de las casas en localidades como Wah sut o en la villa de los trabajadores de Amarna.
A menudo el Estado solo era responsable de la creación de la ciudad, desvinculándose de su desarrollo posterior. Como consecuencia de ello, estos núcleos urbanos estaban muy bien definidos a nivel de calles y de su perímetro externo, mientras que su evolución interna era mucho más libre. Este fenómeno se observa en la ciudad de las pirámides de Deir el-Medina, donde a pesar del patrón general que sigue la villa, las casas tienen diferencias entre ellas.
Uno de los elementos encargados de regularizar las plantas de las ciudades orgánicas eran las murallas, como en Hieracómpolis, Ayn Asil o Elefantina. Estas delimitaban los recintos sagrados y ordenaban la disposición de calles y viviendas. Su planta era cuadrada y sus entradas coincidían con las vías más importantes de la ciudad. En ocasiones, los núcleos que carecían de murallas empleaban una calzada principal que ordenaba su desarrollo urbanístico. Este eje recorría la población de norte a sur, a cuyos lados se disponían los edificios aleatoriamente.

## Clasificación de las ciudades

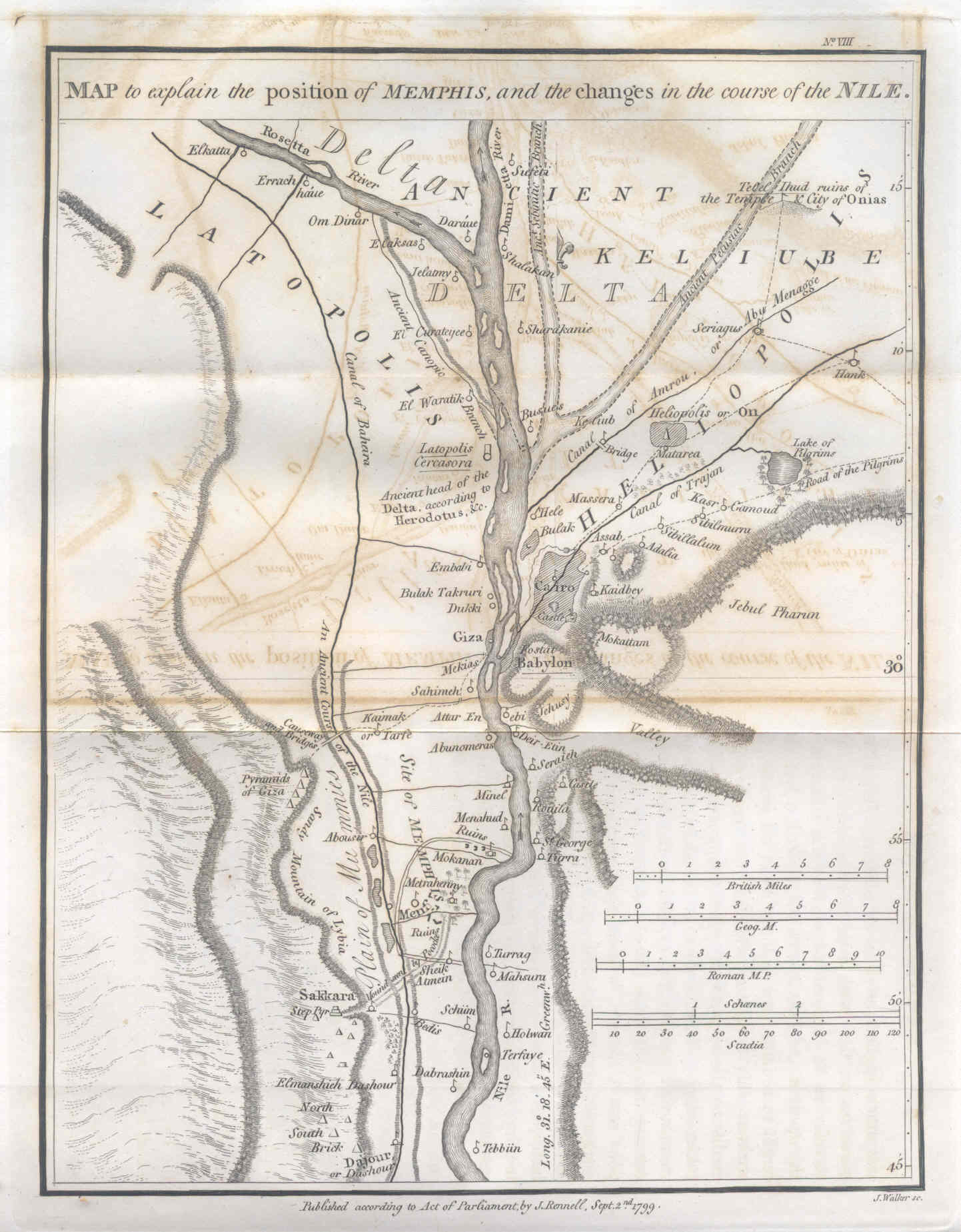
Mapa de El Cairo y su región (James Rennell, 1799), con la posición de Menfis y los cambios del curso del Nilo

La sociedad egipcia tenía una administración muy poderosa, la cual decidía el establecimiento de un nuevo núcleo urbano como respuesta a un objetivo concreto. Este hecho originaba ciudades que estaban especializadas y requerían una comunidad de habitantes que perteneciera a un sector de actividad concreto. La creación de estos núcleos poblacionales de fundación estatal podía deberse a varios motivos, que daban como resultado los siguientes tipos de ciudades:

### Capitales y ciudades reales
A pesar de que en el Antiguo Egipto no existía ningún término para definir el concepto de capital, siempre hubo una ciudad que era considerada el centro político y administrativo del país. Como en otras civilizaciones, estos núcleos urbanos eran lugares de afirmación de poder, en los que la administración ejercía una gran autoridad. Toda capital estaba fundada por orden del rey y en ella se ubicaban el palacio real (que incluía la residencia del monarca y la zona administrativa) y otros edificios oficiales, palacios y almacenes para la reserva del grano. Sin embargo, la capital no era la única ciudad que acogía el palacio del monarca y su corte, sino que existían otras localidades donde también se alojaban temporalmente. De este modo podían recorrer el país realizando distintas ceremonias religiosas u otros asuntos de carácter político.
- Menfis fue la antigua capital, fundada por Menes en el IV milenio a. C. Desde sus orígenes fue un centro importante desde el punto de vista político y económico. Se estableció en la confluencia entre el valle y el delta del Nilo, al sur de la actual ciudad de El Cairo. Posteriormente fue creciendo hacia el sur y también de este a oeste, debido al desplazamiento del curso del río a lo largo del tiempo.[10]

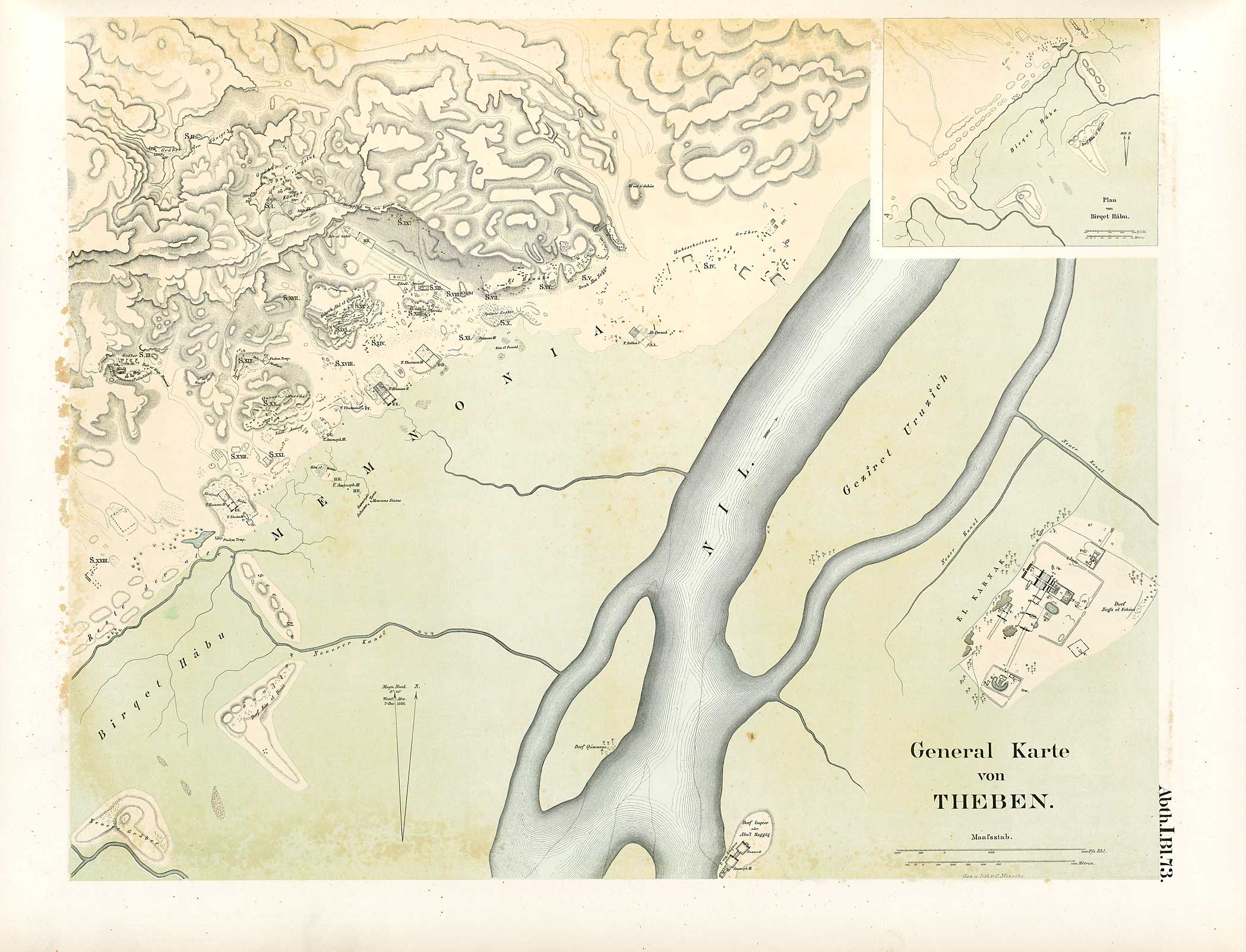
Plano de Tebas según el equipo de Lepsius

- Tebas sucedió a Menfis como capital y adquirió una gran importancia a partir de la dinastía XI. Su capitalidad se prolongó durante más de mil años, exceptuando ciertos periodos concretos. Estaba situada en el sur del país, al norte de la primera catarata, en la actual localidad de Lúxor. Era de mayor tamaño que Menfis y se extendía a ambas orillas del Nilo. Además de ser el centro político fue también un importante núcleo religioso. Este carácter sagrado fomentó la construcción de diversos edificios destinados al culto, tanto del monarca como de las distintas divinidades. Entre ellas se encontraba Amón, el dios más importante durante el Imperio Nuevo. En su honor se organizaban una serie de procesiones que debían ir desde Karnak a distintos puntos de la ciudad. Para ello se proyectaron tres dromos o vías procesionales, que influyeron decisivamente en el trazado urbano de la capital. La más importante de ellas unía Karnak con el templo de Lúxor, en la ribera oriental. Otra conectaba dicho templo con el de Hatshepsut y Tutmosis III en la orilla opuesta. La tercera también comunicaba ambos lados del río, desde Karnak hasta Deir el-Bahari.[11]

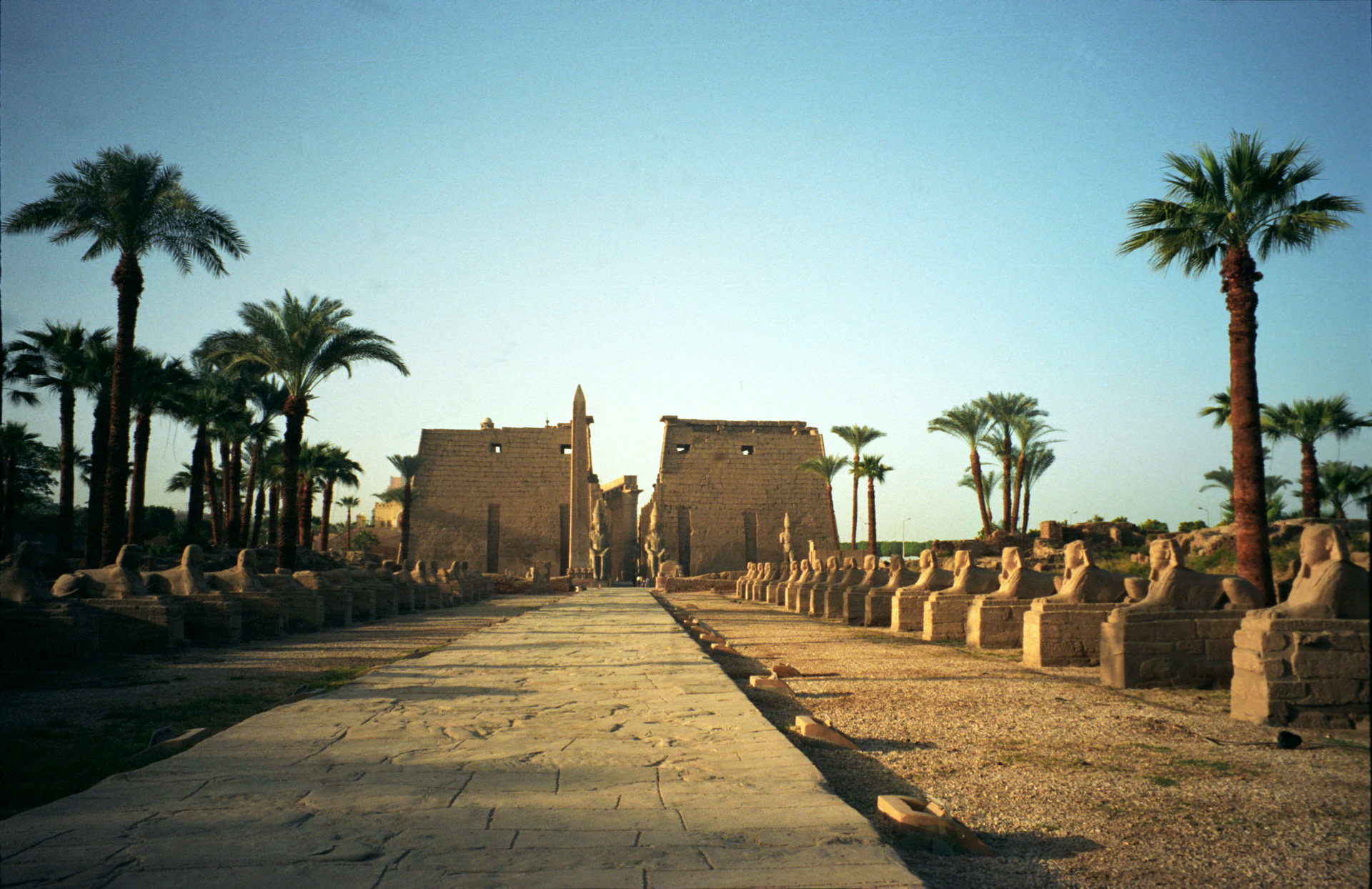
Avenida de las Esfinges, el dromos que une los templos de Karnak y Luxor

- Amarna fue fundada en el siglo XIV a. C. por Ajenatón, a la cual llamó Ajetatón. Fue creada de nueva planta, sin la existencia de ningún asentamiento previo. El rey emprendió una revolución religiosa que pretendía convertir a Atón en el único dios oficial. Según algunos estudiosos, el esquema de la ciudad no habría seguido las pautas de otras capitales anteriores, aunque de acuerdo con otros autores su organización habría estado inspirada por Tebas. Se ubicaba en una única orilla del río y se vertebraba a lo largo de una gran vía en dirección norte-sur, que conectaba los distintos palacios y templos.[12]

Otras ciudades cuya fundación fue decretada por el rey fueron:
- Pi-Ramsés, fundada en el siglo XIII a. C., fue comenzada por Seti I pero edificada en la práctica bajo el reinado de Ramsés II.

- Tanis, creada entre los siglos XI a. C. y X a. C., fue fundada por Esmendes I y después por Psusennes I, de la dinastía XXI, que deseaban que fuese construida a la imagen de Tebas.

Además de las capitales, también existían las llamadas ciudades reales o palacios residencia. Estos centros eran la residencia del monarca reinante y estaban constituidos por templos, palacios reales, edificios administrativos, zonas residenciales y ciudad de los artesanos. Algunos ejemplos de estas ciudades reales son, además de Amarna, Malkata (fundada por Amenofis III), Abu Ballas (creada por Seqenenra Taa), y Avaris.

### Ciudades militares

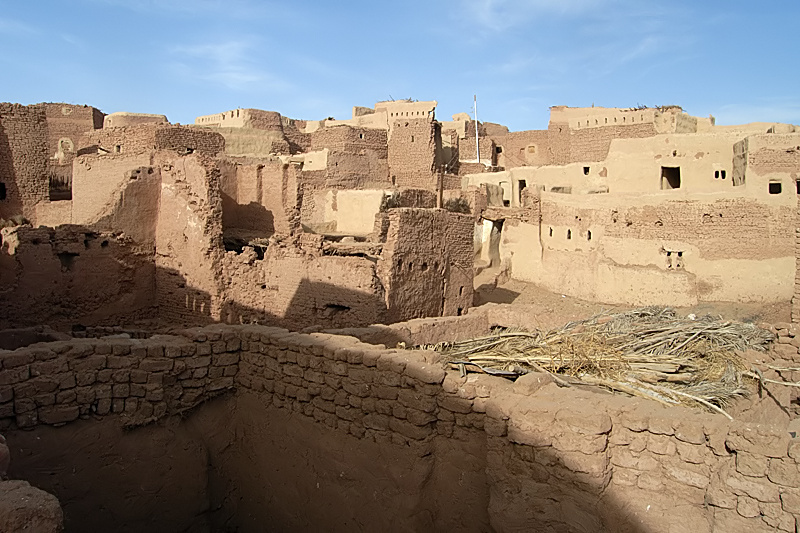
Vista de la ciudad-fortaleza de Balat en el oasis de Dajla

Las ciudades militares se construyeron en lugares estratégicos, es decir, en las fronteras de Egipto: en Nubia o al norte del Sinaí. Estaban muy bien organizadas y fortificadas, utilizando la tecnología militar más avanzada del momento, como la ciudad-fortaleza de Balat, en el oasis de Dajla. En algunas de ellas prevalecía el carácter defensivo, erigiendo castillos como en Buhen, de grandes dimensiones, o en Semna y Kumma, de menor tamaño. Otras localidades como Sesebi, Sai o Amara eran mayores y su fortificación era más sencilla, puesto que su finalidad era más residencial que militar.

### Ciudades Comerciales

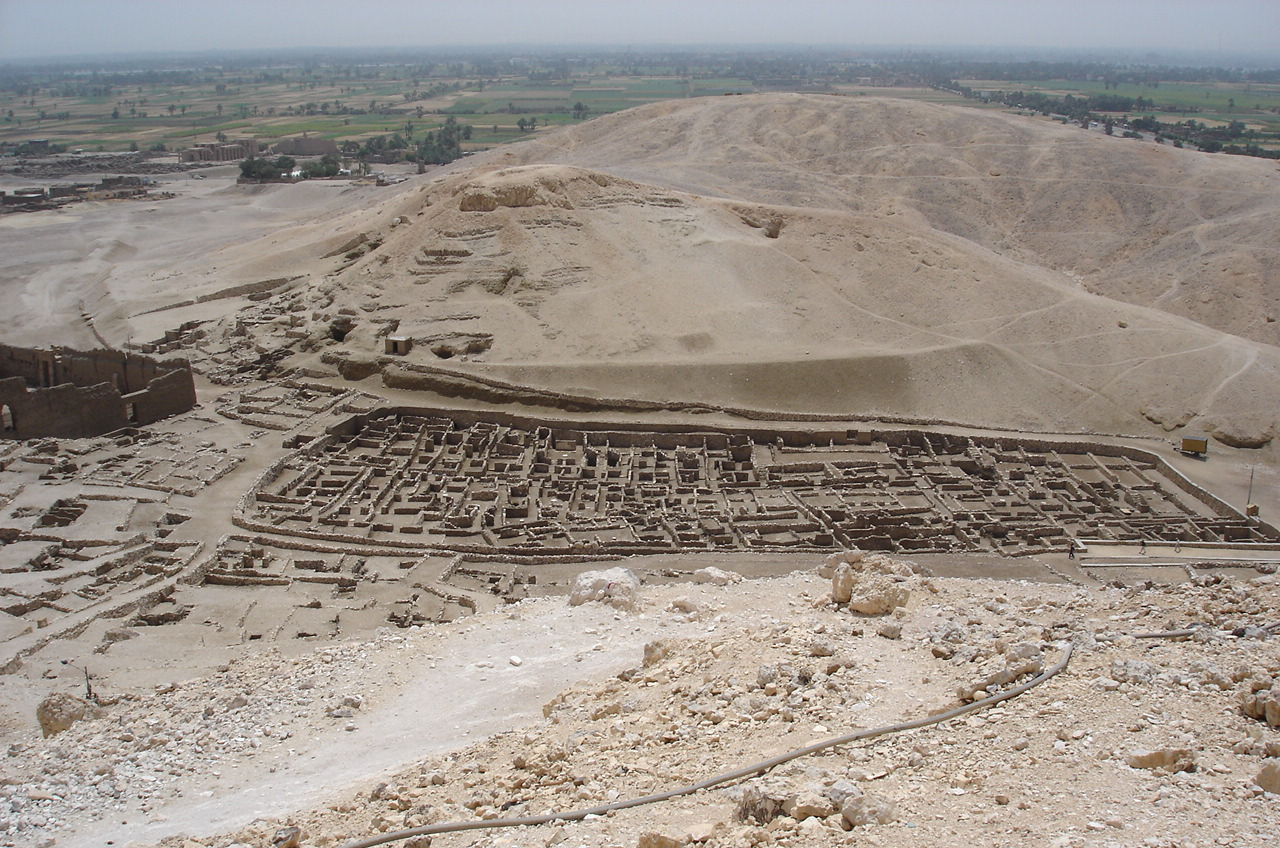
La villa de los artesanos de Deir el-Medina, rodeada por su muralla

Las villas para el alojamiento de los trabajadores se erigían cerca de canteras o próximas al lugar de construcción de las pirámides. Cuando se acometía una gran obra los operarios eran instalados en barracones provisionales. Si por el contrario las labores consistían en una decoración interior se construía una ciudad permanente para los artesanos. Estas localidades se ubicaban cerca del lugar de trabajo y eran muy pequeñas, a menudo con una única calle. Sus habitantes estaban incomunicados para evitar filtraciones sobre el emplazamiento secreto de los tesoros de las tumbas. Un ejemplo de este tipo de villas es el poblado de los artesanos de Deir el-Medina.

### Ciudades para el culto
Las ciudades para el culto se construían al lado de un santuario, un templo o al pie de una pirámide, motivo por el cual se llamaban ciudades de las pirámides. Eran otro tipo de fundaciones estatales donde se alojaban a los sacerdotes encargados del ritual en honor al soberano difunto en el templo funerario. Los clérigos proporcionaban su servicio por turnos rotatorios, tras lo cual volvían a sus casas. El edificio para el culto era el monumento más significativo y su único lugar de veneración. Destacaba por su arquitectura y ocupaba una superficie considerable. Sesebi, una población de cinco hectáreas, contaba con tres hectáreas reservadas a su templo y dependencias.
Las villas se edificaban en el límite entre las tierras fértiles del Nilo y la zona desértica, al pie de la meseta de las pirámides. Se situaban lo más cerca posible del río para facilitar el transporte de personas y mercancías. Su planimetría inicial era orgánica, con un trazado irregular y caprichoso. En el momento en que su construcción fue ordenada por la administración, las localidades pasaron a tener un diseño ortogonal y ordenado. Algunos ejemplos de este tipo de villas son El Lahun, fundada por Sesostris I cerca de su pirámide o Abidos, creada por Sesostris III.

## Elementos

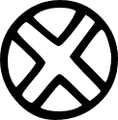
Jeroglífico que representa la palabra "ciudad"

### Murallas

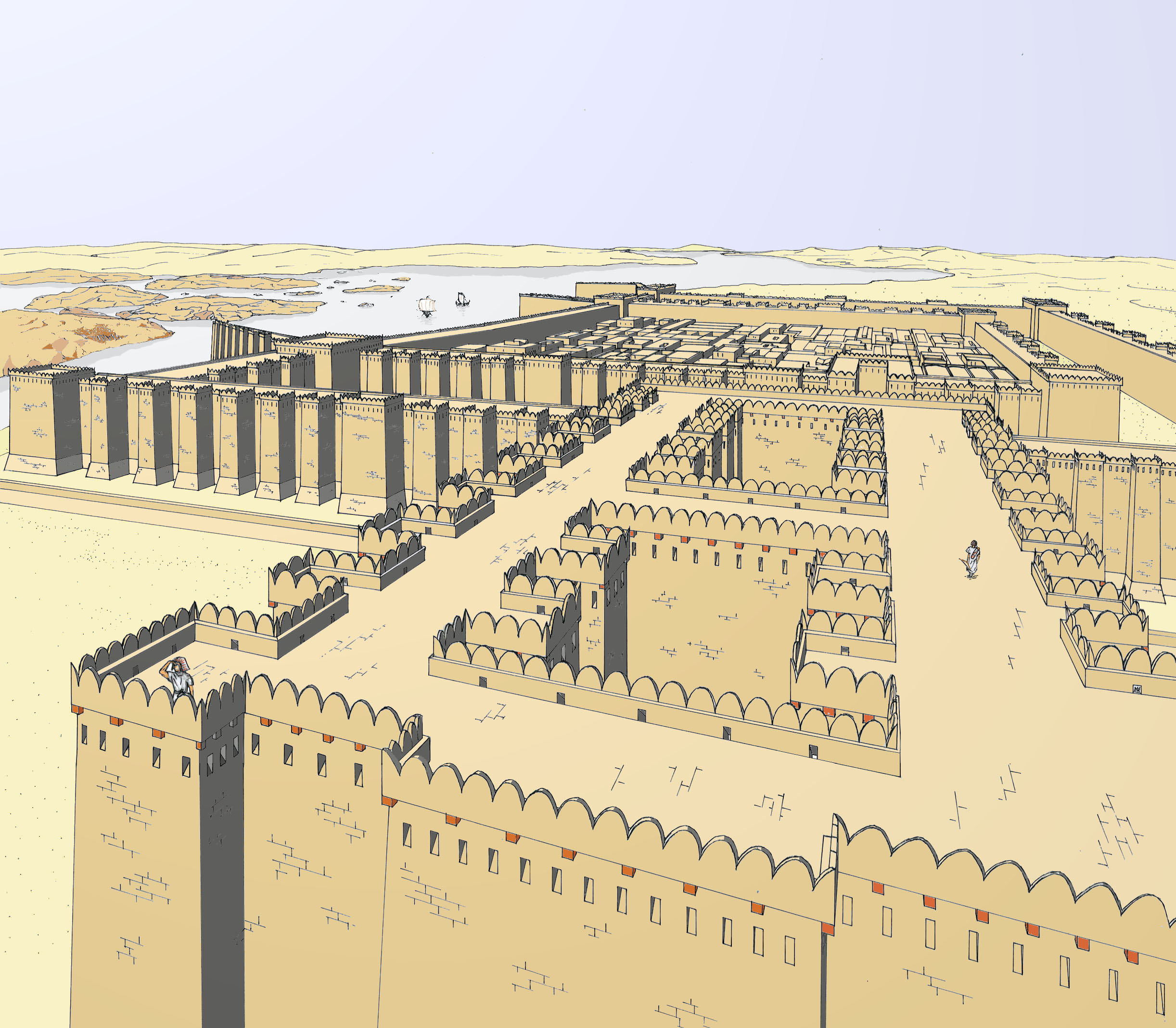
Reconstrucción de la fortaleza de Mirgissa en Nubia, vista desde lo alto de la puerta norte

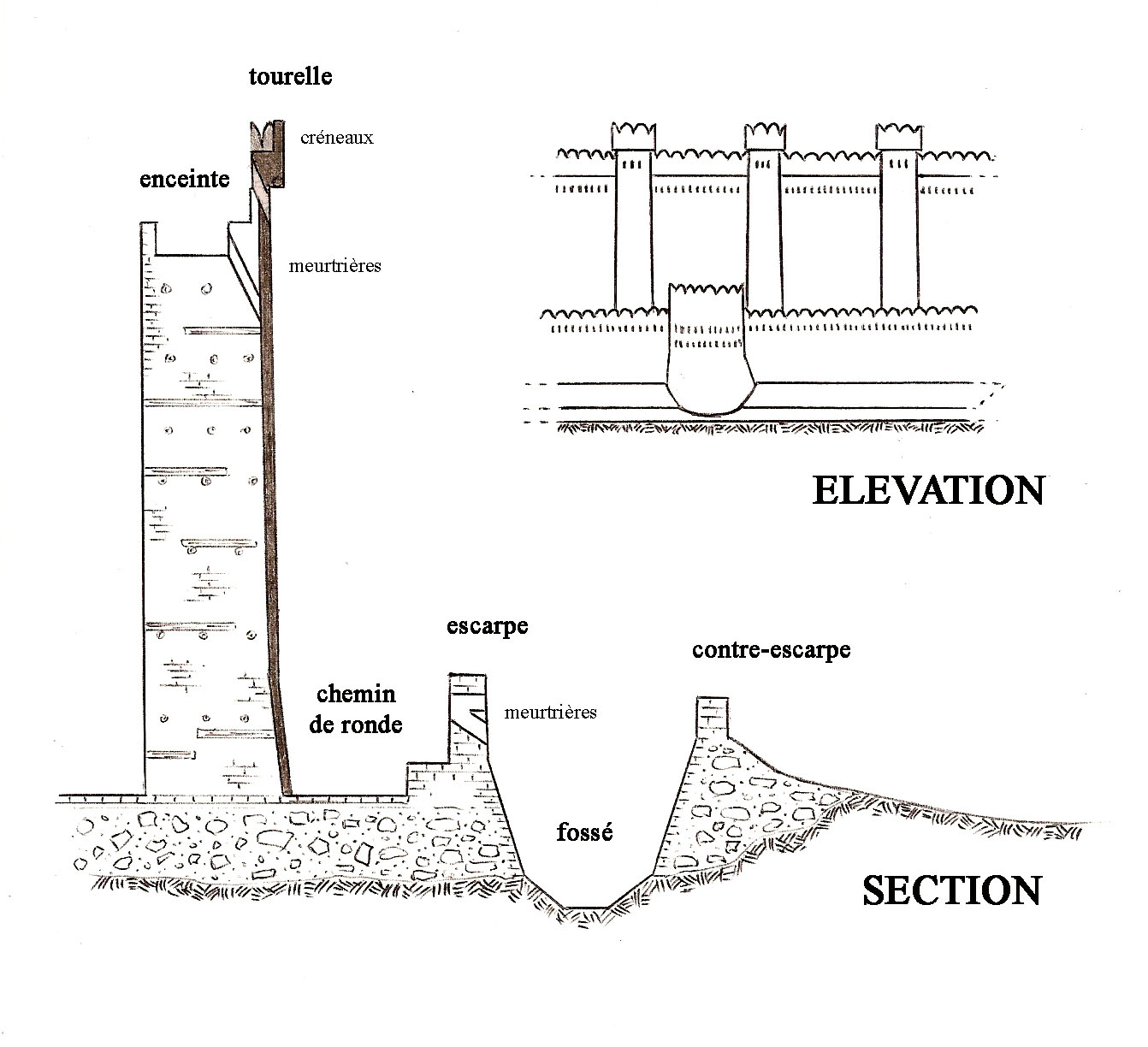
Sección de la muralla de una fortaleza de Nubia

El jeroglífico que representa la palabra "ciudad" está formado por un círculo alrededor de una cruz. Este signo aparece en época muy temprana, a partir del III milenio a. C., y representa a la ciudad ideal, protegida por una muralla simbolizada por el círculo. La construcción de un recinto amurallado era siempre ordenada por el rey. Todas las poblaciones del valle del Nilo estaban protegidas, a pesar de no ser necesario puesto que las fronteras estaban bien vigiladas. Sin embargo, se desconoce si las grandes urbes estaban rodeadas por un muro defensivo. En Tebas, por ejemplo, nunca se ha encontrado ninguna muralla correspondiente al Imperio Nuevo.
Había tres tipos de murallas:

#### Murallas fortificadas
Rodeaban a las ciudades militares y estaban formadas por:
- un muro doble.
- unos bastiones.
- una plaza fortificada.
- un sistema de patios que conducía a una sucesión de puertas de acceso. El enemigo, una vez franqueada la primera puerta, se encontraba en un patio rodeado de muros con bastiones, desprotegido frente al vigilante de la muralla.
- un foso.
- un glacis o extensión despejada alrededor de la ciudad.

#### Montículo de ladrillos
Podían tener hasta veinte metros de largo y de alto. Eran menos eficaces militarmente aunque el efecto de barrera era muy disuasivo.

#### Murallas sin función defensiva
No tenían ninguna función desde el punto de vista militar. Por lo general su longitud era de unos dos metros y su altura de cuatro metros. Rodeaban las villas de los trabajadores y las ciudades religiosas, los templos y otros recintos sagrados. Su finalidad era la de aislarlos del resto de la población, resaltar la importancia del edificio en la ciudad y crear una barrera simbólica entre el mundo sagrado y el terrenal.

### Calles

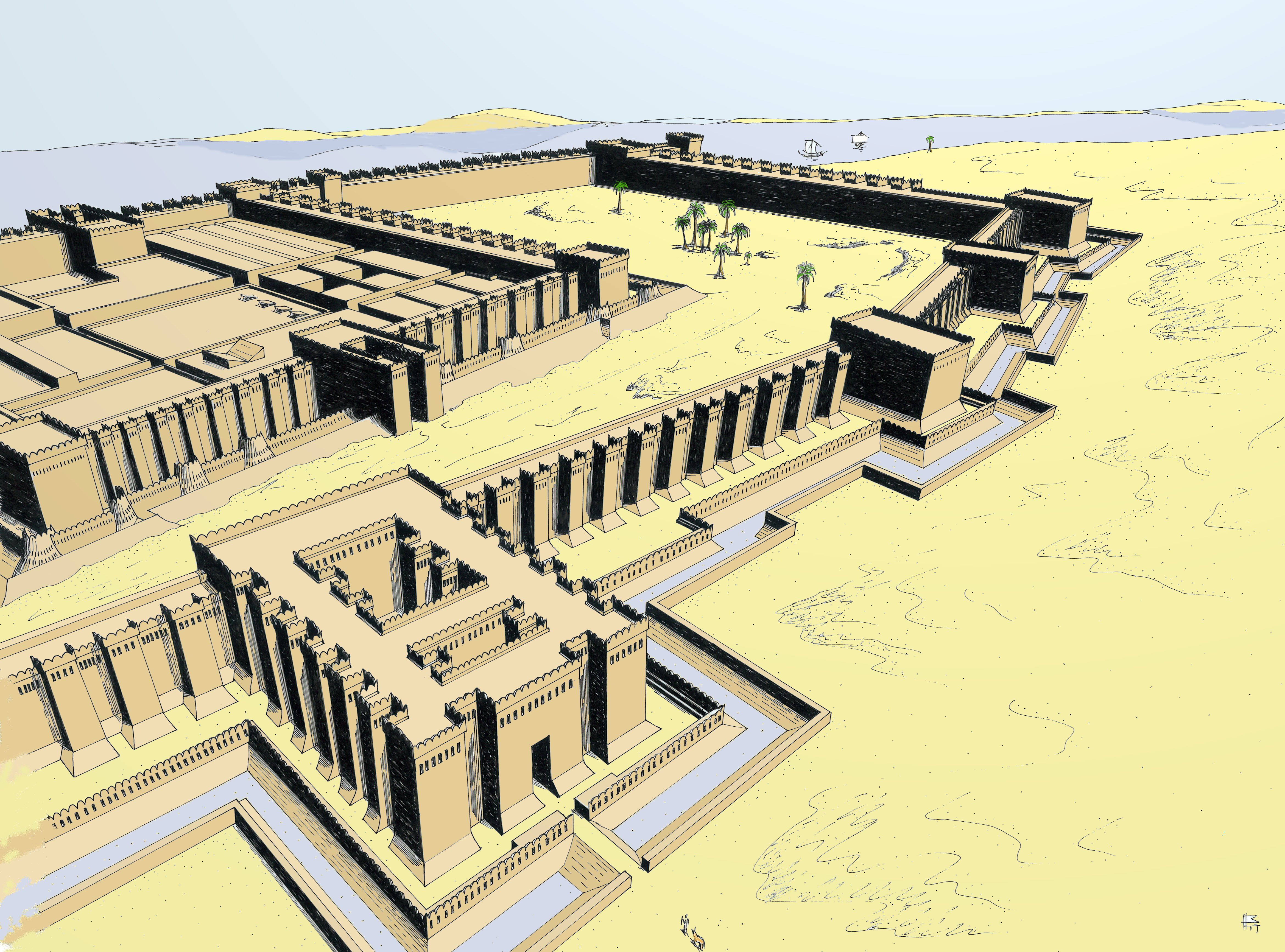
Recreación de la fortaleza de Buhen (Imperio Medio), vista desde el sur.

El jeroglífico que representa a la ciudad ideal está formado por un círculo que tiene en su centro dos calles que se cruzan en ángulo recto. Sin embargo, las ciudades egipcias de planta circular eran muy poco comunes. Por el contrario, la mayoría se trazaban con calles paralelas y perpendiculares. Todas las vías tenían la misma anchura, de dos o tres metros, salvo la principal, de dimensiones ligeramente mayores. Eran estrechas para que permanecieran siempre en sombra, y se orientaban en la dirección de los vientos dominantes. Por lo general no estaban pavimentadas, exceptuando algunos ejemplos como en Buhen, Mirgissa, Kahun o Qasr el-Sagha. Carecían de aceras, es decir, de espacio reservado a los peatones, y debido a su estrechez tampoco estaban concebidas para el tránsito rodado. 

### Barrios
Las ciudades se dividían en barrios, que eran zonas separadas y a veces totalmente aisladas por muros. Estas separaciones existían ya desde su creación, y la división podía realizarse por diversos motivos:
- Existencia de edificios particulares: palacios, templos, depósitos o almacenes.
- Nivel económico de los habitantes.
- Origen geográfico de los vecinos: egipcios y extranjeros.
- Distribución por oficios distintos, como el barrio de los panaderos, alfareros u orfebres. En ocasiones el gremio de la alfarería se ubicaba en un barrio al exterior de la ciudad, pues sus hornos podían provocar un incendio.

### Ausencia de plazas
En los planos de las ciudades egipcias se observa una enorme densidad en la trama urbana, sin ningún espacio vacío. Las villas en Egipto carecían de plazas, con la excepción de algunos espacios libres para guardar el ganado durante la noche. Los habitantes no tenían necesidad de ellas, puesto que la vida pública y oficial se desarrollaba en los templos, y no existían los mercados. De hecho, en el Antiguo Egipto el comercio y la moneda no aparecieron hasta la llegada de los griegos. La administración proveía a la población de todo lo que necesitaba a través de un sistema de racionamiento. Para los bienes no esenciales se recurría al trueque entre individuos, lo cual no requería ningún lugar especial. 

## Distribución geográfica y tamaño

Plano del Alto y el Bajo Egipto, sus ciudades principales y las rutas comerciales

La distribución geográfica de la población estaba influida por las dos grandes regiones en las que se dividía el país: el Alto y el Bajo Egipto, que a su vez se descomponían en otras subdivisiones territoriales menores llamadas nomos. El Alto Egipto comprendía la zona sur, desde Menfis hasta la primera catarata. Aquí los núcleos urbanos más importantes se disponían linealmente a lo largo del río, a ambas orillas del mismo. En Nubia la pauta de asentamiento era similar, aunque condicionada por los conflictos bélicos y la existencia de áreas desérticas. En el Bajo Egipto, la zona norte del país que engloba el delta del Nilo, uno de los condicionantes para la distribución de las ciudades fue la propia morfología del delta. Las localidades se establecían en los puntos más altos para evitar las inundaciones. También influyeron en la ubicación la conexión con las rutas comerciales, la iniciativa estatal y la estructura socioeconómica del delta.
Algunos estudiosos estiman que las villas egipcias eran pequeñas, tanto en relación con nuestros criterios actuales como a los de la época. Sin embargo, otros expertos consideran que el tamaño de las ciudades en Egipto era muy variado, al igual que ocurría en las poblaciones de la antigua Mesopotamia. Durante el Imperio Antiguo las ciudades podían clasificarse, según sus dimensiones, en cinco tipos:
- La capital, Menfis
- Ciudades grandes y amuralladas, correspondientes a las capitales de provincia
- Fuertes y puestos de comercio, como Elefantina
- Ciudades de las pirámides
- Pequeñas ciudades y pueblos de provincias

Los investigadores alemanes han calculado que la capital de Amarna, Ajetatón (de 15 por 8 kilómetros), alcanzó en pocos años una población de 50 000 habitantes, lo que permite suponer que las ciudades más antiguas debían ser aún más grandes.
Tebas, capital del país en varias ocasiones durante la historia de Egipto, tuvo en total unos 50 000 habitantes en su apogeo durante el Imperio Nuevo, en tanto que en la misma época en Oriente Medio existían poblaciones que eran el doble de grandes. Si bien es cierto que Tebas era más una capital religiosa que administrativa, hay que considerar que la ciudad se distribuía a lo largo de las dos orillas del río e incluía la superficie de Malkata.
Menfis tenía una necrópolis que se extendía a lo largo de 20 kilómetros y se estima que una población de unos 50 000 habitantes. De Pi-Ramsés se sabe que llegaba hasta Avaris, de la cual era un suburbio. Otras localidades también tendrían una población mayor de lo que se supone. Deir el-Medina, la villa de los constructores de pirámides, acogía exclusivamente a los trabajadores del rey y contaba con cerca de 20 000 habitantes.
A excepción de estas grandes urbes, la mayoría de las capitales provinciales del Antiguo Egipto no sobrepasaban unos pocos miles de habitantes.

## Vida cotidiana

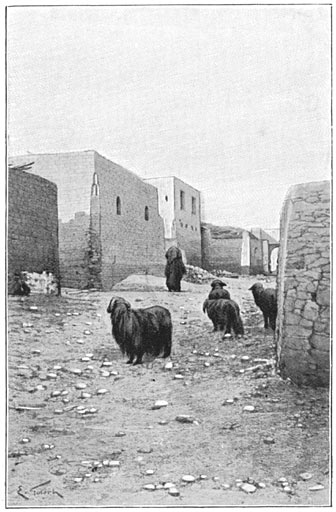
Recreación de una calle en Abidos

Había una gran diferencia entre el estado de las ciudades más importantes y de los pueblos más pequeños. Por lo general, el viario era únicamente un lugar de circulación y carecía de mantenimiento básico. En la mayoría de las pequeñas ciudades las calles no estaban pavimentadas, sino que eran de tierra compactada. Tampoco disponían de canales de evacuación de agua de lluvia o aguas residuales, debido principalmente a la ausencia de precipitaciones. En poblaciones más importantes como las ciudades militares de Buhen o Mirgissa sí que existía un desagüe central. Se desconoce si los habitantes de la época debían cumplir alguna normativa de limpieza, aunque se sabe que las calles estaban abarrotadas de basura de todo tipo. El viario no tenía ningún mantenimiento, salvo en los asentamientos militares, para permitir el movimiento de tropas en caso de guerra. En general, las ciudades estaban sucias, debido a la convivencia de seres humanos, animales domésticos y parásitos. A este estado contribuía el encierro del ganado en la villa por la noche.

## Periodo predinástico
Apenas existen restos de asentamientos egipcios anteriores al desarrollo de la cultura neolítica en el VI milenio a. C. Las poblaciones de este periodo eran muy pequeñas y estaban constituidas por edificaciones realizadas con materiales como el junco, que no estaban destinados a formar estructuras permanentes. Los núcleos que se han conservado no muestran demasiadas trazas de planificación urbana. El asentamiento predinástico más antiguo que se conoce se encuentra en Merimde Beni-salame, en el extremo suroeste del desierto del delta del Nilo. Su superficie aproximada era de 180 000 metros cuadrados (44 acres), un área muy extensa para el periodo predinástico. La ciudad fue reconstruida tres veces durante el tiempo que fue habitada, y al menos en una ocasión sus casas se organizaron regularmente a lo largo de una calle principal. La mayoría de las viviendas tenían las puertas de acceso orientadas al noroeste, para evitar el viento dominante del norte.
Otros asentamientos predinásticos conocidos, como los  de las culturas badariense y Naqada, estaban dispuestos arbitrariamente y carecían de un planeamiento definido. Estas villas estaban formadas principalmente por pequeñas cabañas situadas alrededor de fosos de almacenamiento circulares.

## El Lahun

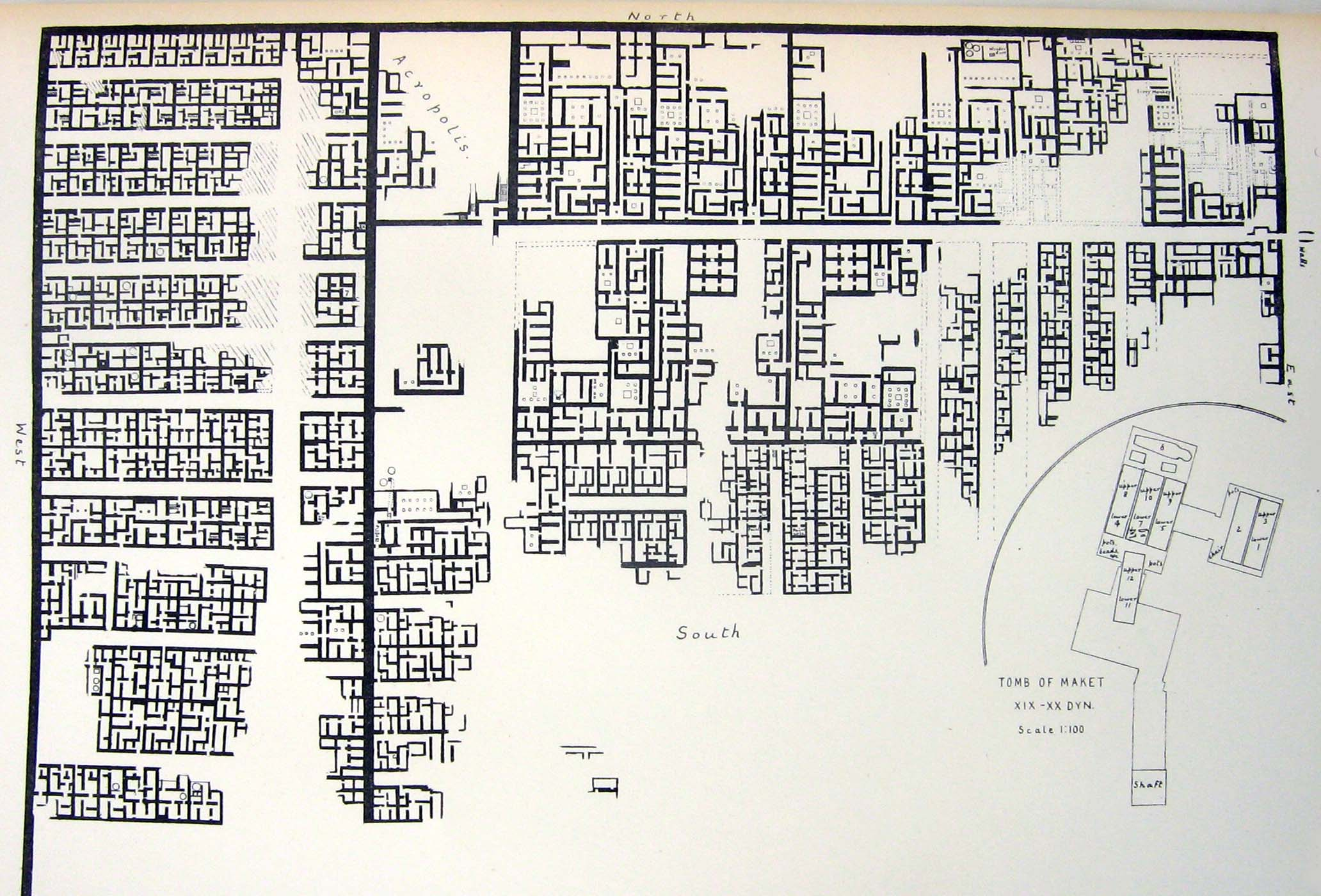
Plano de la ciudad de la pirámide de Sesostris II en El Lahun (Flinders Petrie, 1890)

La ciudad para los trabajadores de El Lahun fue construida y habitada durante el reinado de Sesostris II de la dinastía XII. Estaba ubicada cerca de la entrada al canal del Nilo que conduce al oasis de El-Fayum. Albergaba a los trabajadores que construyeron la pirámide de Sesostris, así como a los sacerdotes que mantenían el culto funerario real, y posiblemente incluso al mismo rey. Parece ser que la villa solo fue habitada  totalmente durante el reinado del monarca.
La ciudad se organizaba según un plano regular. Su centro era el templo de la pirámide de Sesostris, que dominaba visualmente la localidad, y estaba formada por dos barrios distintos rodeados por una muralla de ladrillos de barro cocido en tres de sus lados. El barrio occidental, más pequeño, alojaba las viviendas relativamente humildes de los trabajadores, que estaban organizadas en forma de rejilla rectangular. Flinders Petrie, el primero en excavar el yacimiento, observó que esta distribución habría permitido a un único vigilante nocturno supervisar fácilmente el área. Todas las casas tenían el mismo patrón básico y dimensiones, y estaban separadas uniformemente por medio de calles paralelas. Las vías estaban pavimentadas y disponían de canales de drenaje de piedra que conducían a un desagüe central, permitiendo la eliminación de las aguas sucias de las casas. El barrio oriental, mucho mayor que el occidental, tenía edificios bastante más grandes, entre ellos una acropolis con un edificio auxiliar de guardia, mansiones, almacenes, unas cuantas viviendas más para los trabajadores y algunos edificios en el extremo oriental de la ciudad, cuya función se desconoce.

## Deir el-Medina

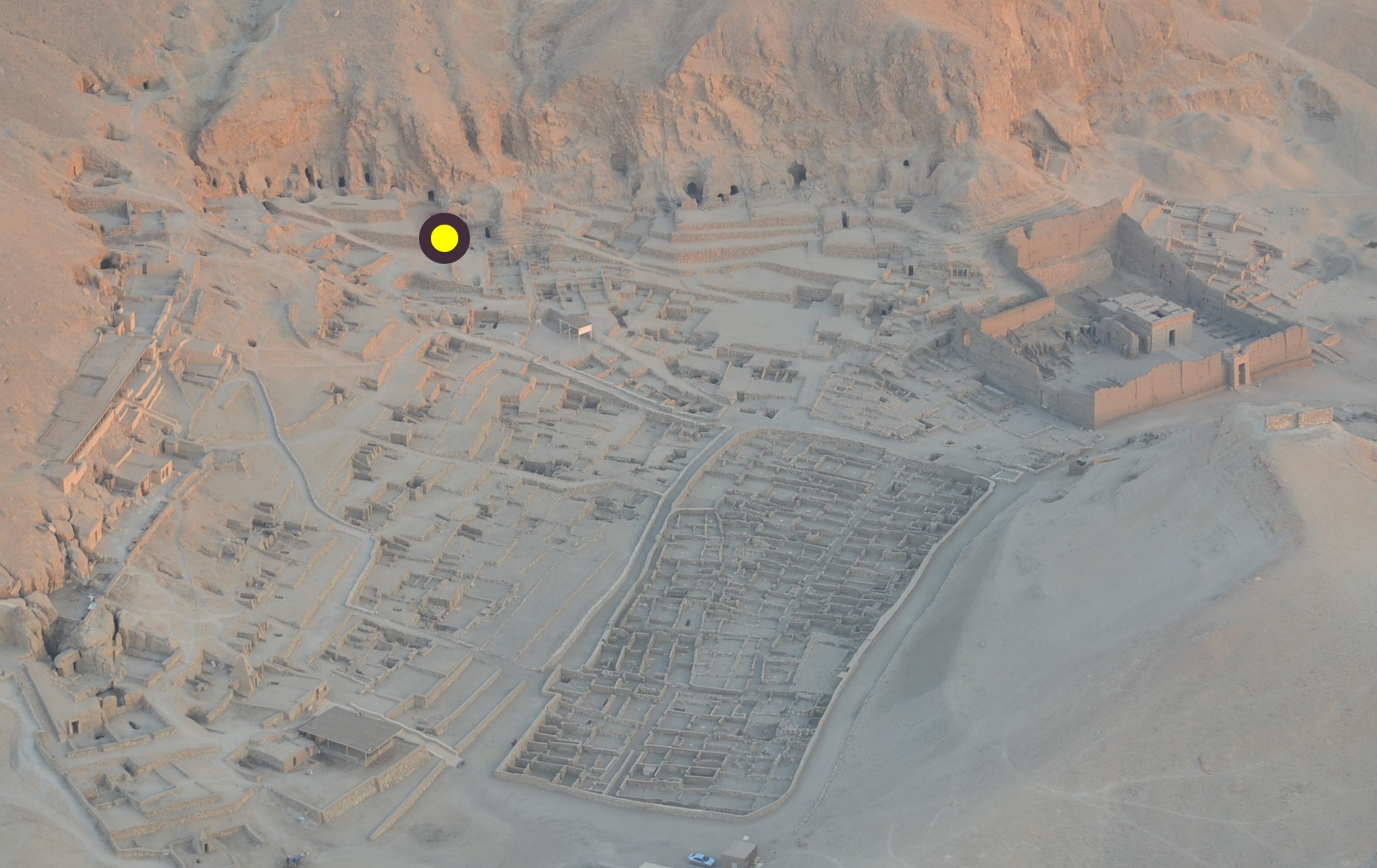
Vista aérea de la ciudad de Deir el-Medina. El punto señala el Valle de los artesanos

La ciudad para los trabajadores de Deir el-Medina estaba ubicada en un valle de la orilla oeste del Nilo, enfrente de Tebas. Fue construida inicialmente bajo el mandato de Tutmosis I de la dinastía XIX para albergar a los operarios que trabajaban en las tumbas del cercano Valle de los Reyes, durante el Imperio Nuevo. La necrópolis donde están enterrados se encuentra en el Valle de los artesanos, a poca distancia de la ciudad. 
El pueblo estaba rodeado por una muralla de ladrillos de barro cocido de poco espesor, y se organizaba en torno a una calle central. Las casas estaban unidas lateralmente, compartiendo el muro medianero para una mayor facilidad constructiva y para ahorrar espacio. Es posible que hubiese manzanas enteras de casas cubiertas por un único techo.
La villa tenía inicialmente veinte casas y una población de unas cien personas. Se amplió una primera vez bajo el reinado de Tutmosis III. Posteriormente, durante el mandato de Ajenatón, los trabajadores fueron transferidos a Amarna, y al final del mismo regresaron a Deir el-Medina. En esa época la ciudad volvió a crecer formando nueve barrios distintos. En su periodo de máxima expansión, Deir el-Medina albergó 120 casas y probablemente unos 600 habitantes. 

## Amarna
Ajenatón, monarca de la dinastía XIX, fundó la ciudad de Ajetatón como la nueva capital de Egipto. Su nombre significa el horizonte de Atón, ya que fue dedicada al atonismo, la nueva religión de adoración al dios Atón. Para su ubicación escogió la región de Amarna, un emplazamiento nuevo en la orilla oriental del Nilo, a unos 275 kilómetros al noroeste de Tebas. Tras su muerte, la ciudad fue prácticamente abandonada.
La capital fue creada desde cero, en una única orilla del río, por lo que presentaba una disposición más ordenada. Para poder finalizarla más rápidamente, la mayoría de los edificios se construyeron con barro cocido y se encalaron. Los más importantes se recubrieron con piedra local. El área de la Ciudad Central, el barrio de los edificios administrativos y religiosos, fue la que tuvo un mayor planeamiento previo. Incluso esta zona proyectada de la ciudad se diseñó y edificó de forma apresurada, lo cual afectó a su calidad.
La ciudad se organizaba en diversas áreas, comunicadas entre sí por el Camino Real, una calzada principal de 42 metros de ancho y ocho kilómetros de largo, orientada en la dirección norte-sur. Las zonas principales de la ciudad eran las siguientes:
- La zona norte de Amarna, donde se ubicaban la Ciudad del Norte y el Palacio del Norte.
- La Ciudad Central, en el centro de la capital, donde se situaban, entre otros edificios, el Gran Palacio, la Casa del Rey, el Gran Templo de Atón, la Mansión de Atón, los edificios administrativos y los almacenes.
- La villa de los trabajadores, al este de la Ciudad Central.
- El barrio norte, entre la Ciudad Central y el Palacio del Norte.
- El barrio sur, al sur de la Ciudad Central.

| 01-Tumbas del Norte           | 02-Tumbas del Sur            |
| 03-Altares                    | 04-Ciudad del Norte          |
| 05-Palacio del Norte          | 06-Maru-Atón                 |
| 07-Ciudad Central             | 08-Gran templo de Atón       |
| 09-Kom el-Nana                | 10-Villa de los trabajadores |
| 11-Tumbas de los trabajadores | 12-Valle Real                |
| 13-Tumba de Ajenatón          | V-Estela V                   |
| U-Estela U                    |                              |

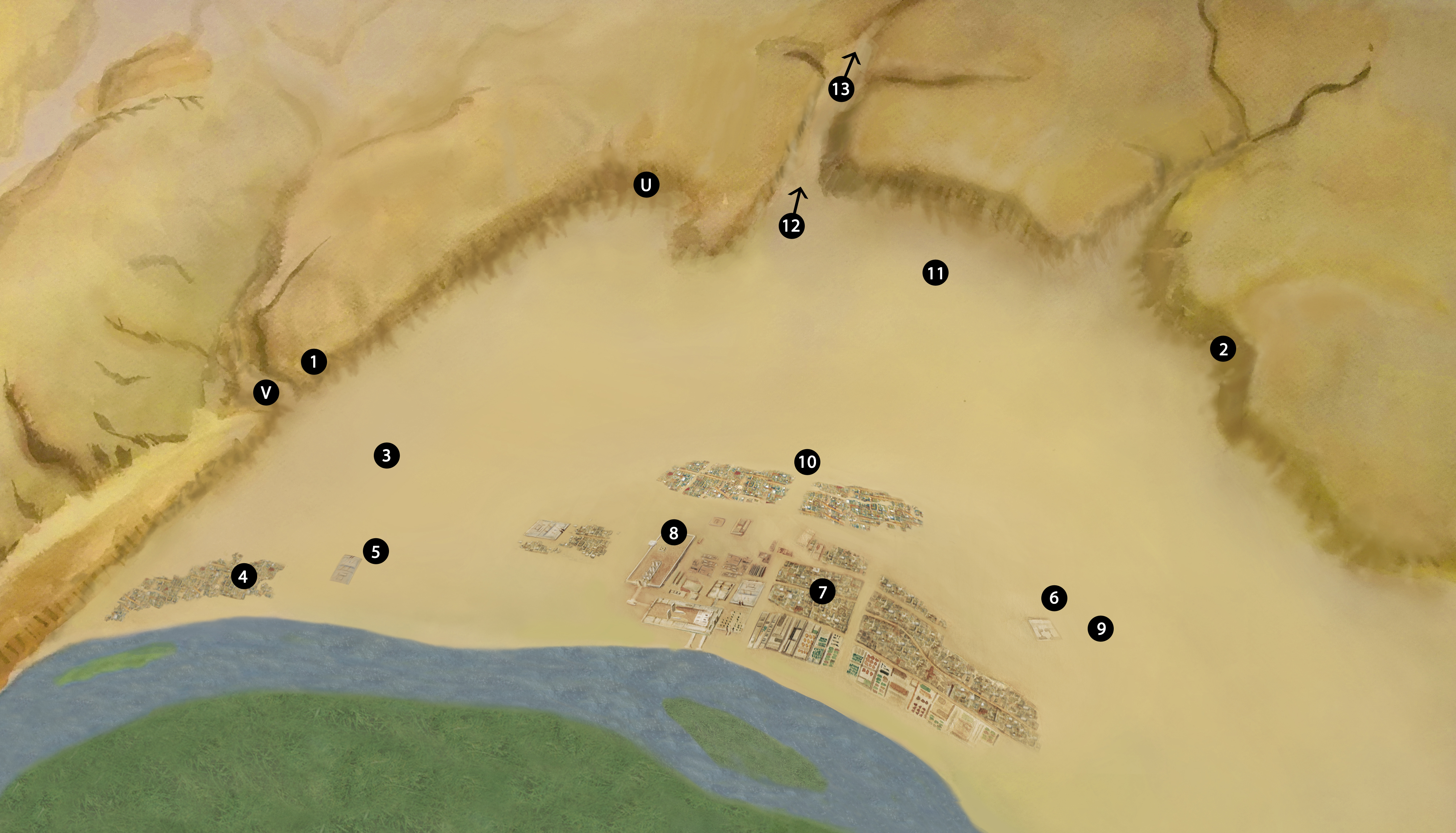
Recreación de la ciudad de Amarna en torno a 1340 a.C. (wikiArS Escola d'art La Industrial, 2013-14)

En su dirección norte, el Camino Real conectaba la Ciudad Central con la Ciudad del Norte, un barrio periférico situado en la frontera septentrional de la capital que era la residencia de la familia real y sus allegados. El monarca vivía en el Palacio del Norte, un gran edificio emplazado al sur de la Ciudad del Norte, en el lado este de la vía. Estaba separado y protegido del resto de la ciudad por una muralla fortificada, que rodeaba un conjunto de edificaciones destinadas a la corte del rey. En el lado opuesto de la calzada se ubicaba una zona de viviendas, las más grandes de la ciudad, que probablemente pertenecían a los nobles más próximos al soberano. La frontera norte la formaba un gran edificio utilizado como almacén. 
Siguiendo el Camino Real en dirección surse extendía la Ciudad Central, el núcleo administrativo y religioso de Amarna, constituido por un grupo de templos, palacios y otras construcciones. Estos edificios se mencionan en una inscripción de una de las estelas fronterizas de Ajenatón, donde también se establecen los límites de la ciudad en el momento de su fundación. En esta estela, Ajenatón describe las principales edificaciones de su nueva capital:

Construiré la Casa de Atón para el Atón, mi padre, en Ajetatón, en este lugar. Construiré la Mansión de Atón para el Atón, mi padre, en Ajetatón, en este lugar. Construiré el “Toldo de Re” de la [Gran] Esposa Real [...] para el Atón, mi padre, en Ajetatón, en este lugar. Construiré una Casa de Fiestas para el Atón, mi padre, en la isla de Atón "cuyos jubileos son destacados” en Ajetatón, en este lugar. He construido una Casa de Fiestas [del Atón] para el Atón, mi padre, en la isla de Atón "cuyos jubileos son destacados” en Ajetatón, en este lugar.

Algunos de estos edificios pueden ser identificados fácilmente por su inscripciones, pero los nombres de otros se conocen solo gracias a este texto. El Gran Palacio se extendía a lo largo del lado occidental del camino y probablemente también aguas abajo en la orilla del río. Estaba constituido por varios patios de piedra y diversas salas, y en su centro albergaba un enorme patio rodeado de estatuas de Ajenatón. Cruzando el camino a través de un puente de ladrillo se llegaba a la Casa del Rey, un pequeño palacio que era la residencia real. Al sur del mismo, en el lado este del camino, se ubicaba la Mansión del Disco Solar, un edificio religioso cuya función no se conoce exactamente, pero que podría haber sido el templo funerario del monarca. Al este de la Casa del Rey se hallaban las oficinas, los archivos (en los cuales se encontraron las cartas de Amarna) y los cuarteles militares y de la policía.
En el norte de la Ciudad Central se encontraba el mayor templo de todos, la Casa del Disco Solar o Gran Templo de Atón. Se distribuía a lo largo de un eje este-oeste y estaba rodeado por un recinto amurallado rectangular de 760 por 290 metros, que a su vez contenía varios templos. Cerca había otras grandes edificaciones destinadas a viviendas de los sacerdotes y como almacén.
A las afueras de la Ciudad Central, al este, se emplazó la villa de los trabajadores, que los albergó durante la construcción de la ciudad. Su trazado inicial era de planta ortogonal, aunque a lo largo del tiempo fue evolucionando hacia una forma más orgánica, a medida que variaban las necesidades. En particular, se observa que el interior de las casas, que en un principio eran todas iguales, fue cambiando según la voluntad o usos de los habitantes.
| 01-Villa de los trabajadores | 02-Kom el-Nana      |
| 03-Ciudad Central            | 04-Ciudad Principal |
| 05-Gran Templo de Atón       | 06-Barrio Norte     |
| 07-Barrio Sur                | 08-Cartas de Amarna |

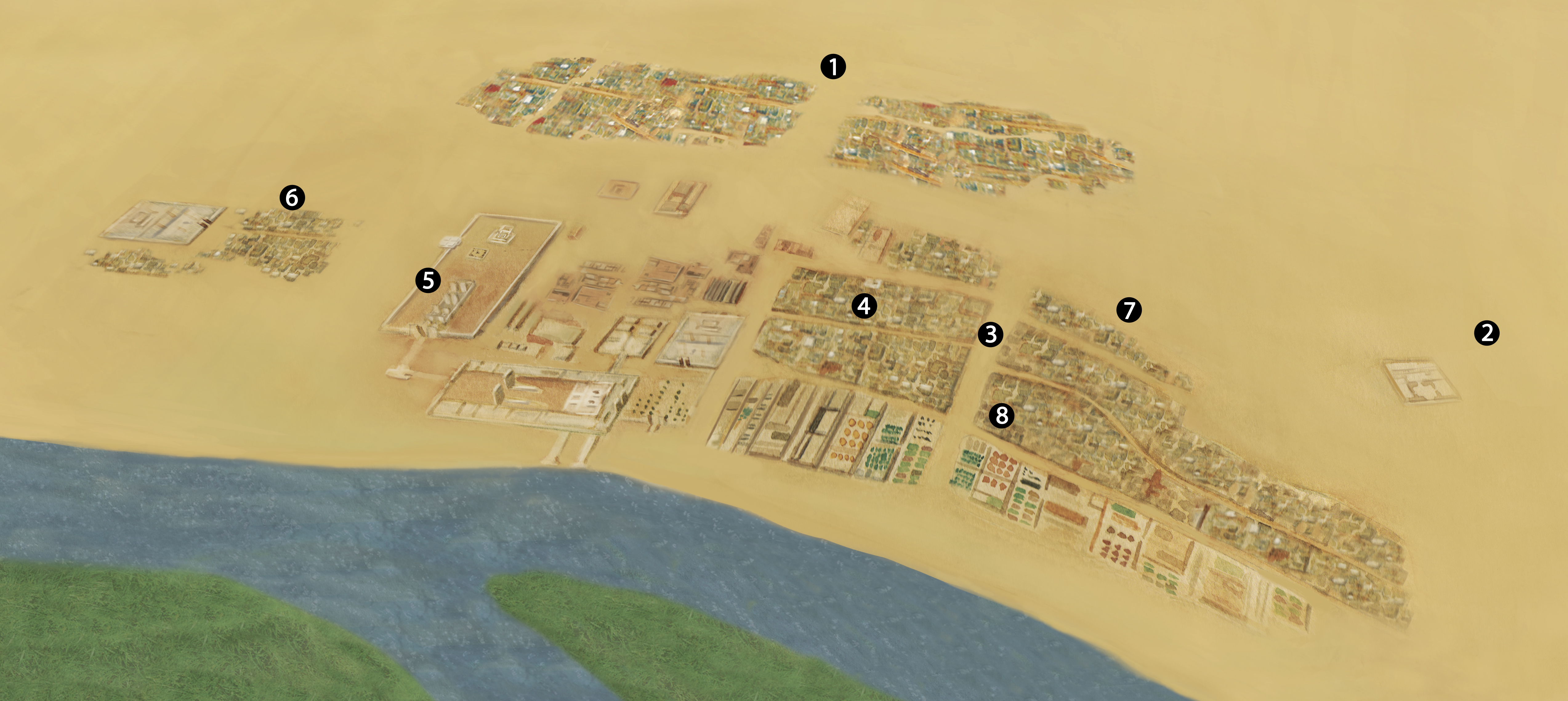
Recreación detallada de la ciudad de Amarna. (wikiArS Escola d'art La Industrial, 2013-14)

A ambos lados del Camino Real, en dirección sur, se situaban las villas del visir del rey y de sus sacerdotes. En el sureste de la ciudad se erigió un singular complejo llamado el Maru-Atón, un conjunto amurallado de jardines, piscinas, una isla artificial y quioscos al aire libre. A pesar de que en un principio los descubridores pensaron erróneamente que podía ser un centro recreativo, actualmente se considera un edificio religioso.
La mayoría del área residencial de Amarna se distribuía en dos grandes zonas al norte y al sur de la Ciudad Central. Estos dos barrios periféricos, de casas diseminadas, albergaban a la gran población necesaria para gestionar la corte real y la administración de la Ciudad Central. Los habitantes eran un grupo social muy heterogéneo de sacerdotes, soldados, constructores, escultores y escribas, que tenían las viviendas más destacadas.
Los barrios residenciales de Amarna carecían de un planeamiento previo. El viario estaba formado por unas pocas calles amplias, aunque intrincadas, que discurrían en dirección norte-sur. Estas vías, más o menos paralelas al río, unían los suburbios con el centro y se cruzaban perpendicularmente con otras callejuelas más pequeñas. Las viviendas eran muy similares entre sí y se ordenaban arbitrariamente formando los distintos barrios. Estaban constituidas por una finca rodeada por un muro, en cuyo interior se disponía la casa, los almacenes y algunas albercas y pozos. No parecía existir el concepto de ubicación privilegiada, salvo si se vivía en las calles principales que tenían la dirección norte-sur. La proximidad a la Ciudad Central o al Camino Real carecía de importancia. La población no se agrupaba ni por profesiones ni por su nivel económico; ricos y pobres residían los unos al lado de los otros. Como dato anecdótico, se conoce el ejemplo de un visir real que escogió habitar tan lejos del rey como fuese posible. El caso de Amarna es inusual dentro del urbanismo egipcio, puesto que por lo general las ciudades tendían al hacinamiento.